# 南十字座BL
南十字座BL，又名CP-58 4289，HD 108396、SAO 239960、HR 4739，是南十字座的一颗恒星，视星等为5.5，位于銀經299.84，銀緯3.74，其B1900.0坐标为赤經12h 21m 58s，赤緯-58° 3.74′ 18″。